# جان بول ألو
جان بول ألو (بالفرنسية: Jean-Paul Alaux)‏ (1788 - 1858) والمدعو "Gentil"، هو رسام ونقاش وطابع حجري. وهو شقيق الرسام جان ألو الملقب ب"Le Romain" (أي الروماني).هو ابن الرسام بيار جوزف الو وماري روز غرا لاسال. تتلمذ تحت يد بيير لاكور وأوراس فرنيه، كما شارك بأعماله في مجموعة البارون تايلور التي أسماها "Voyages pittoresques et romantiques dans l'ancienne France". اهتم ألو في لوحاته بتصوير المناظر الطبيعية والمشاهد التاريخية. أصبح مديرًا لمدرسة بوردو للرسم منذ عام 1807 حتى عام 1858.